# José de Carvalho Janotti
José de Carvalho Janotti (Viçosa, 1916 — Teresópolis, 6 de novembro de 1980) foi um político brasileiro, governador do Estado do Rio de Janeiro entre 1962 e 1963 e prefeito de Teresópolis por dois mandatos (1947-1951, 1955-1959).

## Biografia
José de Carvalho Janotti nasceu no município mineiro de Viçosa no ano de 1916, filho de José Janotti Primo e de Alvarina de Carvalho. Durante sua juventude, dedicou-se a atividades agrícolas, em sua cidade natal. Mais tarde, radicando-se no estado do Rio de Janeiro, ingressou na administração pública em 1945 como secretário da Prefeitura de Teresópolis. Dois anos depois elegeu-se prefeito do município, assumindo o cargo ainda em 1947.
No pleito de outubro de 1950, foi eleito deputado estadual no Rio de Janeiro na legenda do Partido Social Democrático (PSD), assumindo o mandato em fevereiro do ano seguinte, após deixar a prefeitura de Teresópolis. Em 1952, licenciou-se da Assembleia Legislativa para assumir a Secretaria de Agricultura do estado, durante o governo de Ernâni Amaral Peixoto. Encerrando seu mandato de deputado estadual em 1955, no mesmo ano voltou a se eleger prefeito de Teresópolis.
Novamente eleito deputado estadual em outubro de 1958, assumiu o mandato em fevereiro de 1959. Foi presidente da Assembleia Legislativa entre 1961 e julho de 1962, ocasião em que tomou posse no governo do estado em substituição ao governador Celso Peçanha, que se desincompatibilizou para concorrer ao Senado. Na época, o vice-governador, José Kezen, não pôde assumir o governo por haver sido considerada inconstitucional pelo Tribunal de Justiça do Estado a Emenda Constitucional nº 51, segundo a qual fora eleito vice-governador. Essa decisão foi confirmada pelo Supremo Tribunal Federal, poucos dias antes da posse de Janotti. Janotti assumiu efetivamente o governo em observação ao disposto no art. 35 da constituição estadual vigente, por se tratar do último ano de mandato.
Renunciou ao governo em janeiro de 1963 para assumir o cargo de ministro do Tribunal de Contas do Estado do Rio de Janeiro, sendo substituído por Luís Miguel Pinaud, presidente do Tribunal de Justiça do estado. Este por sua vez transferiu o cargo no final do mês a Badger da Silveira, que havia sido eleito em outubro de 1962.
Foi casado com Maria Rodrigues Janotti, com quem teve dois filhos, e faleceu em Teresópolis no dia 6 de novembro de 1980.